# Casares
Casares è un comune spagnolo di 3 387 abitanti situato nella comunità autonoma dell'Andalusia.